# Jan-Öjvind Swahn
Pour les articles homonymes, voir Swahn.
Jan-Öjvind Swahn est un folkloriste suédois né le 15 mai 1925 à Karlskrona, dans le Comté de Blekinge, et mort le 21 mars 2016 à Brösarp, en Scanie. 

## Biographie
Écrivain, traducteur, il a été professeur agrégé d'ethnologie à l'Université de Lund à partir de 1955 et de folkloristique à l'Académie d'Åbo de 1977 à 1992.
Swahn a fait son entrée à la télévision en 1958 dans un programme sur le carnaval de Lund. Il avait débuté à la radio à l'âge de 15 ans, en 1940. 
Il a aussi été rédacteur en chef de l'encyclopédie suédoise Bra böckers lexikon (BBL) à partir de 1984, et membre du conseil scientifique de la Nationalencyklopedin (Encyclopédie nationale).
Il a écrit plusieurs livres consacrés au folklore, et est apprécié pour son talent de vulgarisateur scientifique. Son intérêt pour la gastronomie et la cuisine lui a permis d'entrer à l'Académie gastronomique suédoise (Gastronomiska akademien). Il siège aussi à l'Académie de Gastronomie danoise à Copenhague et à l'Académie gastronomique de Scanie.
Il est membre de Folklore Fellows, un réseau international de folkloristes basé à l'Université de Turku, en Finlande.
Il est le frère de l'écrivain et traducteur Sven Christer Swahn (1933-2005).